# 3338 Richter
3338 Richter eller 1973 UX5 är en asteroid i huvudbältet som upptäcktes den 28 oktober 1973 av den tyske astronomen Freimut Börngen vid Tautenburg-observatoriet. Den har fått sitt namn efter astronomen Nikolaus B. Richter.
Asteroiden har en diameter på ungefär 3 kilometer.